# Gmina Lejre
Gmina Lejre (duń. Lejre Kommune) – gmina w Danii w regionie Zelandia.
Gmina powstała 1 stycznia 2007 roku na mocy reformy administracyjnej z połączenia gmin Bramsnæs, Hvalsø i starej gminy Lejre.